# Волдерт
Волдерт (њем. Woldert) општина је у њемачкој савезној држави Рајна-Палатинат. Једно је од 62 општинска средишта округа Нојвид. Према процјени из 2010. године у општини је живјело 613 становника. Посједује регионалну шифру (AGS) 7138078.

## Географски и демографски подаци
Волдерт се налази у савезној држави Рајна-Палатинат у округу Нојвид. Општина се налази на надморској висини од 255 метара. Површина општине износи 5,0 km². У самом мјесту је, према процјени из 2010. године, живјело 613 становника. Просјечна густина становништва износи 122 становника/km².